# Taxithelium stenosekos
Taxithelium stenosekos là một loài Rêu trong họ Sematophyllaceae. Loài này được (Welw. & Duby) Broth. miêu tả khoa học đầu tiên năm 1908.